# الأربعاء الأسود
الأربعاء الأسود (بالإنجليزية: Black Wednesday)‏ هو مجموعة من الأحداث التي وقعت في المملكة المتحدة في 16 سبتمبر 1992، انطلقت عندما اضطرت الحكومة البريطانية إلى سحب الجنيه الإسترليني من آلية سعر الصرف الأوروبية (ERM) بعد محاولة فاشلة لإبقاء الجنيه أعلى من الحد الأدنى من سعر الصرف الذي تفرضه إدارة مخاطر النقد. في ذلك الوقت، كانت المملكة المتحدة تتولى رئاسة مجلس الاتحاد الأوروبي.
في عام 1997، قدرت وزارة الخزانة البريطانية تكلفة الأربعاء الأسود بـ 3.14 مليار جنيه إسترليني، والتي ارتفعت إلى 3.3 مليار جنيه إسترليني في عام 2005، حسب الوثائق التي صدرت بموجب قانون حرية المعلومات (التقديرات السابقة وضعت الخسائر في نطاق أعلى بكثير من 13-27 مليار جنيه استرليني). وشكلت خسائر التداول في أغسطس وسبتمبر أقلية من الخسائر (وقدرتها الحكومة بـ 800 مليون جنيه إسترليني)، ونتجت غالبية الخسائر للبنك المركزي من أرباح غير محققة مع انخفاض شديد في قيمة العملة. أشارت أوراق الخزانة إلى أنه إذا كانت الحكومة قد احتفظت باحتياطيات 24 مليار دولار من العملات الأجنبية وانخفض الجنيه بنفس المقدار، لكان من الممكن أن تحقق المملكة المتحدة ربحًا بقيمة 2.4 مليار جنيه إسترليني جراء انخفاض قيمة الجنيه الإسترليني.